# Polychaeton mangiferae
Polychaeton mangiferae är en svampart som beskrevs av S.K. Singh, P.N. Singh & P. Mishra 2006. Polychaeton mangiferae ingår i släktet Polychaeton och familjen Capnodiaceae.   Inga underarter finns listade i Catalogue of Life.